# (32310) Asherwillner
(32310) Asherwillner est un astéroïde de la ceinture principale.

## Description
(32310) Asherwillner est un astéroïde de la ceinture principale. Il fut découvert le 24 août 2000 à Socorro (Nouveau-Mexique) par le projet LINEAR. Il présente une orbite caractérisée par un demi-grand axe de 2,60 UA, une excentricité de 0,16 et une inclinaison de 3,4° par rapport à l'écliptique.

## Compléments